# Chitaura moluccensis
Chitaura moluccensis är en insektsart som beskrevs av Willy Adolf Theodor Ramme 1941. Chitaura moluccensis ingår i släktet Chitaura och familjen gräshoppor. Inga underarter finns listade i Catalogue of Life.